# Pistola M15
La M15 General Officers es una pistola semiautomática calibre 11,43 mm (.45) desarrollada por el Rock Island Arsenal (RIA), del Ejército de los Estados Unidos, como un reemplazo para las obsoletas pistolas Colt Modelo 1903 y Modelo 1908 Pocket Hammerless. La pistola era suministrada a los generales del Ejército estadounidense como arma de defensa personal.
La M15 es bastante similar a la Colt Commander y su sistema de disparo es el mismo de la Colt M1911. Fue adoptada formalmente en 1972 y su producción ha cesado, pero continua en servicio con algunos oficiales.

## Historia
Originalmente destinada para oficiales de alto rango, la M15 fue construida a partir de un lote de pistolas Colt M1911. Se paree a la Colt Commander, pero tiene diferencias internas. La Colt's Manufacturing Company lanzó más tarde una pistola similar llamada Colt Officer's ACP. Este modelo es usualmente mencionado como "Officer". Fue adoptado para ofrecer a los oficiales un arma con mayor poder de detención y eficacia respecto a otras armas auxiliares suministradas anteriormente. Hay cierto desacuerdo entre las fuentes sobre su designación formal, siendo posiblemente Pistola, General, Calibre .45, M15 o Pistola, Calibre .45, Semiautomática, M1911A1, General. La Beretta M9 de 9 mm ha reemplazado a la Colt M1911 como pistola para generales.    

## Operación
El sistema de disparo de la M15 es el mismo de la Colt M1911. Se ha registrado que su cañón más corto tiene un fogonazo más grande, pero incluso con su corto cañón, la pistola conserva una velocidad de boca de 245 m/s (800 pies/segundo). Sus mecanismos de puntería son más grandes que los de la Colt M1911A1 estándar, incluyendo un punto de mira más alto. Los cargadores son intercambiables entre ambos modelos. Se le puede unir un acollador a la base de la empuñadura.

## Arma de oficiales
La M15 era fabricada con un acabado de alta calidad, para distinguirla como una pistola de general. El acabado de las pistolas en porciones de la corredera y el armazón era un pavonado azul marino. Las piezas de metal expuestas, tales como el seguro y el retén de la corredera, tenían un acabado pulido y pavonado, mientras que la parte superior de la corredera tenía un acabado fosfatado negro mate. Tiene cachas de madera de nogal, con una placa de latón incrustada en la cacha izquierda que lleva grabado el nombre del propietario y el escudo del Arsenal de Rock Island en la cacha derecha. La corredera lleva grabado el marcaje "General Officer's Model" y el acrónimo "RIA" (Rock Island Arsenal).
La pistola viene con un cinturón de cuero negro, una funda de cuero negro, un portacargadores de cuero negro con dos bolsillos, un juego de limpieza y tres cargadores que llevan estampados el número de serie de la pistola. La hebilla del cinturón y cualesquiera piezas metálicas estaban bañadas en oro para el Ejército, o en plata para la Fuerza Aérea. La M15 fue suministrada desde 1972 hasta 1981, cuando fue reemplazada en servicio con el Ejército y la Fuerza Aérea por una Colt M1911A1 sin modificaciones. Se produjo y suministró un total de 1.004 pistolas. Cuando un general pasaba a retiro, se le ofrecía la opción de devolver la pistola o de comprarla. La mayoría optaba por comprarla para tener un recuerdo de su servicio activo, tradición que perdura hasta el presente.  

## Usuarios
- Estados Unidos[1]